# Arquidiocese de Pescara-Penne
A Arquidiocese de Pescara-Penne (Archidiœcesis Piscariensis-Pinnensis) é uma circunscrição eclesiástica da Igreja Católica situada em Pescara, Itália. Seu atual arcebispo é Tommaso Valentinetti. Suas Sés são a Catedral de São Ceteu Bispo e Mártir (Pescara) e Cocatedral de São Máximo (Penne).
Possui 123 paróquias servidas por 134 padres, abrangendo uma população de 301 000 habitantes, com 95,3% da dessa população jurisdicionada batizada (287 000 católicos).

## História
Segundo a tradição, a diocese de Penne foi fundada por um dos 72 discípulos de Jesus, São Pátrobas, enviado para evangelizar estas terras por São Pedro. Outra tradição relata que durante a perseguição de Diocleciano os santos Máximo, Venâncio, Luciano e Donato sofreram o martírio em Casauria, cujas relíquias foram transferidas para a catedral de Penne pelo bispo Geraldo em 868. No entanto, não há evidências históricas para apoiar essas tradições.
O atestado do primeiro bispo de Penne também é incerto. Ughelli e outros estudiosos locais atribuem à diocese o bispo romano mencionado nos atos do concílio de 499 como episcopus ecclesiae Pitinatium, que, no entanto, os editores identificam com Pitinum, ou seja, Pettino perto de L'Aquila. Segundo Lanzoni, é provável que a diocese de Penne seja anterior ao século VII, mas a sua série episcopal começa apenas na época carolíngia, na primeira metade do século IX, com o bispo Amadeus, destinatário de uma diploma do imperador Lotário I em 837 e que participou no concílio romano de 844.
Entre os séculos IX e X, surgiram no território diocesano duas importantes abadias beneditinas: a abadia de San Clemente a Casauria, construída por Luís II em 871 , e a abadia de San Bartolomeo di Carpineto. As Crônicas escritas pelos monges destas duas instituições ainda representam hoje as principais fontes para a história civil e religiosa de Abruzzo.
Em 15 de março de 1252 a diocese de Penne foi unida aeque principaliter à de Atri, instituída no ano anterior, com a bula Licet ea do Papa Inocêncio IV. O primeiro bispo das duas sedes unidas é Beraldo, também chamado Berallus, documentado de 1252 a 1263. A união durou até 1949.
As duas dioceses ficaram imediatamente sujeitas à Santa Sé. Em 1 de junho de 1526, o Papa Clemente VII tornou-a sufragânea da Arquidiocese de Chieti com a bula Super Universas. No entanto, esta disposição durou pouco: de fato, em 1539, a pedido da duquesa de Penne Margarida de Parma, o Papa Paulo III tornou-os novamente independentes da jurisdição de um metropolita.

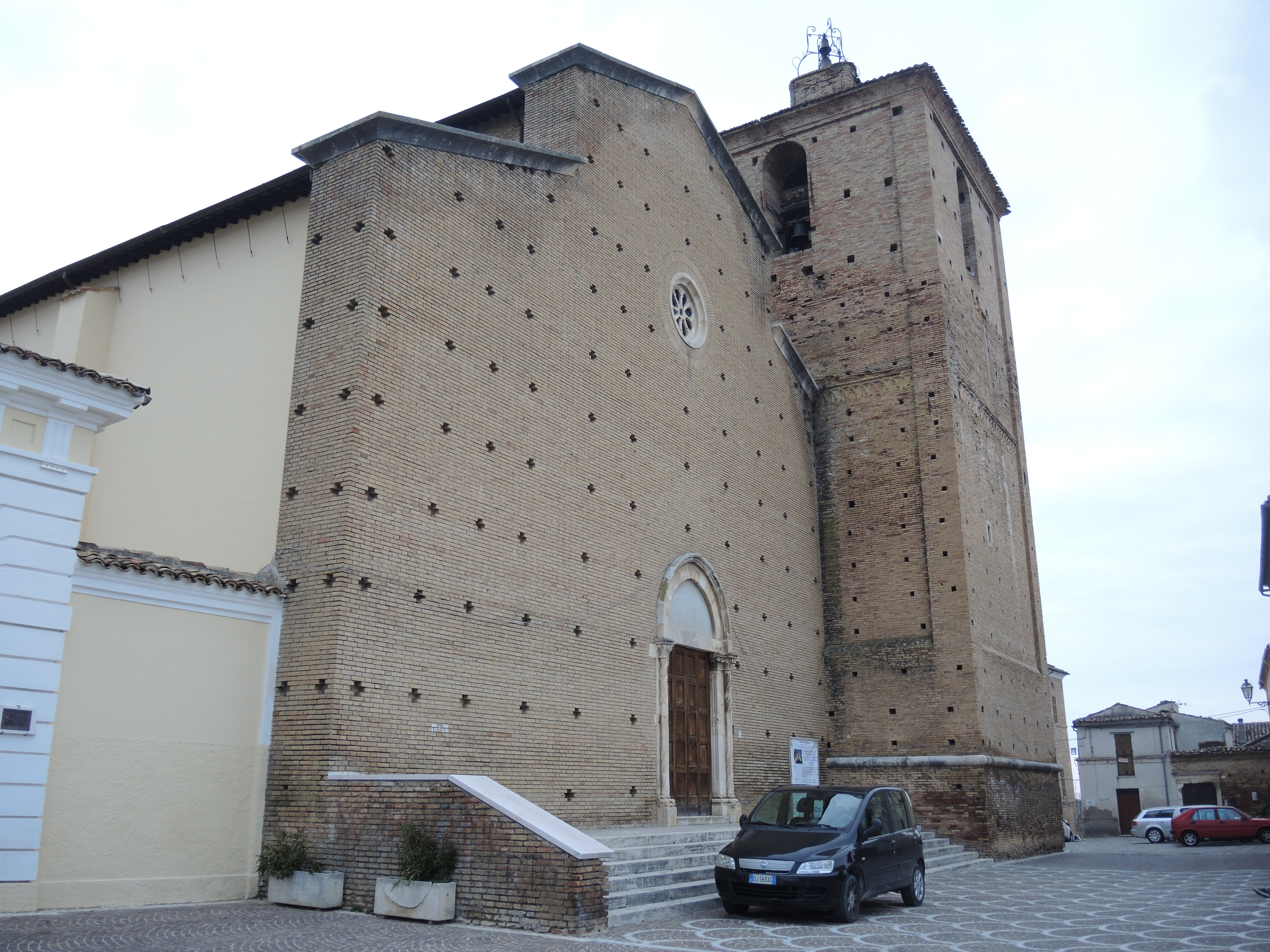
Cocatedral de São Máximo de Penne

Após a fundação da cidade de Pescara (1927), em 1 de julho de 1949 por força da bula Diœcesium circumscriptiones, o Papa Pio XII reorganizou a diocese da seguinte forma: foi dissolvida a união com a diocese de Atri, que foi unida aeque principaliter à diocese de Teramo ; parte do território da diocese de Chieti correspondente às cinco paróquias do extinto município de Castellammare Adriatico foi anexada à diocese de Penne; a diocese tomou o nome de diocese de Penne-Pescara após a transferência para Pescara da cátedra diocesana, da sé episcopal, do capítulo dos cônegos, dos ofícios da Cúria e do seminário; finalmente, a Chiesa di San Massimo di Penne tornou-se a cocatedral da diocese, que permaneceu, como antes, imediatamente sujeita à Santa Sé.
A diocese foi elevada à categoria de arquidiocese metropolitana em 2 de março de 1982 com a bula Ad maiorem quidem do Papa João Paulo II, e ao mesmo tempo assumiu o nome atual.

## Prelados

### Bispos de Penne
- São Pátrobas ? † (século I)
- Romano ? † (mencionado em 499)[9]
- Amadeus † (antes de 817 - depois de 844)[10]
- Jaime †[11]
- Geraldo † (mencionado em 868)
- Grimoaldo I[12] † (antes de 871 - depois de 876)[13]
- Elmoíno † (mencionado em 879)[13]
- João I † (antes de 953 - depois de 990)[14]
- Beraldo † (mencionado em 1055)[15]
- João II † (antes de 1059 - depois de 1065)[14]
- Pampo † (mencionado em 1070)[14]
- Heriberto † (antes de 1111 - depois de 1112)[14]
- Grimoaldo II † (antes de 1118 - depois de 1153)[14]
- Odorísio † (antes de 1169 - depois de 1190)[16]
- Odão de Celano, O.S.B. † (1194 - 1199)[17]
- Anônimo † (mencionado de 1200 a 1209)[18][19]
- Anastácio † (mencionado de  1212 a 1215)[18]
- Valter I, O.S.B. † (mencionado de 1217 a 1238)[18]

### Bispos de Penne e Atri
- Beraldo (Berallo) † (1252 - 1263)[18]
- Valter II † (1264 - 1284)[18]
- Leonardo da Siena, O.S.M. † (1285 - 1302)
- Bernardo Lucii, O.S.M. † (1302 - ?)
- Raimundo, O.S.B. † (1321 - ?)
  - Guglielmo di San Vittore † (1324 - 1326) (bispo eleito)
- Niccolò, O. Cist. † (1326 - 1352)
- Marco Ardinghelli, O.P. † (1352 - 1360)
- Gioioso de Chiavelli † (1360 - 1374)
- Barnaba Malaspina † (1374 - 1380)
- Agostino da Lanciano † (1380 - 1390)
  - Pietro Albertini † (1385 - ?) (pseudobispo)
- Pietro Staglia, O.P. † (1391 - 1393)
- Antonio Petrucci † (1393 - 1411)
- Pietro di Castelvecchio, O.F.M. † (1411 - 1413 ?)
- Giacomo De Turdis † (1415 - 1419)
  - Giacomo De Turdis † (1419 - 1420) (administrador apostólico)
- Delfino Nanni Gozzadini, O.Cist. † (1420 - 1433)
- Giovanni da Palena[20] † (1433 - 1454)
- Giacomino Benedetti † (1454 - ?)
- Amico Bonamicizia † (1456 - 1462)
- Antonio Probi[21] † (1463 - 1482)
- Troilo d'Agnese † (1482 - 1483)
- Matteo Giudici † (1483 - 1495)
- Felino Sandei † (1495 - 1502)
- Niccolò Piccolomini † (1502 - 1503)
- Giovanni Battista Valentini Cantalicio † (1503 - 1514)
- Valentino Valentini Cantalicio † (1515 - 1550)
- Leonello Cibo † (1551 - 1554)
- Tommaso Contuberio † (1554 - 1561)
- Jacopo Guidi † (1561 - 1568)
- Paolo Odescalchi † (1568 - 1572)
- Giambattista de Benedictis † (1572 - 1591)
- Orazio Montani (Montano) † (1591 - 1598)
- Tommaso Balbani † (1599 - 1620)
- Silvestro Andreozzi † (1621 - 1648)
- Francesco Massucci † (1648 - 1656)
- Gaspare Borghi (Burgi) † (1657 - 1661)
- Esuperanzio Raffaelli † (1661 - 1668)
- Giuseppe Spinucci † (1668 - 1695)
- Vincenzo Maria de Rossi, O.F.M. Conv. † (1696 - 1698)
- Fabrizio Maffei † (1698 - 1723)
- Francesco Antonio Bussolini, O.S.B.Cel. † (1723 - 1746)
- Innocenzo Gorgoni, O.S.B.Cel. † (1746 - 1755)
- Gennaro Perrelli † (1755 - 1761)
- Giuseppe Maria de Leone † (1762 -1779)
- Bonaventura Calcagnini † (1779 - 1797)
  - Sede vacante (1797-1805)
- Niccolò Francesco Franchi † (1805 - 1815)
  - Sede vacante (1815-1818)
- Domenico Ricciardone † (1818 - 1845)
- Vincenzo d'Alfonso † (1847 - 1880)
- Luigi Martucci † (1880 - 1889)
- Giuseppe Morticelli † (1890 - 1905)
- Raffaele Piras † (1906 - 1911)
- Carlo Pensa † (1912 - 1948)

### Bispos de Penne-Pescara
- Benedetto Falcucci † (1949 - 1959)
- Antonio Iannucci † (1959 - 1982)

### Arcebispos de Pescara-Penne
- Antonio Iannucci † (1982 - 1990)
- Francesco Cuccarese (1990 - 2005)
- Tommaso Valentinetti (desde 2005)